# Liste der Baudenkmäler in Obergiesing
Auf dieser Seite sind die Baudenkmäler im Münchner Stadtteil Obergiesing im gleichnamigen Stadtbezirk 17 aufgelistet. Zu diesen Baudenkmälern gibt es auch eine Bildersammlung und ein Fotoalbum mit ausgewählten Bildern.
Diese Liste ist Teil der Liste der Baudenkmäler in München. Grundlage ist die Bayerische Denkmalliste, die auf Basis des bayerischen Denkmalschutzgesetzes vom 1. Oktober 1973 erstmals erstellt wurde und seither durch das Bayerische Landesamt für Denkmalpflege geführt und aktualisiert wird. Die folgenden Angaben ersetzen nicht die rechtsverbindliche Auskunft der Denkmalschutzbehörde.

## Ensembles

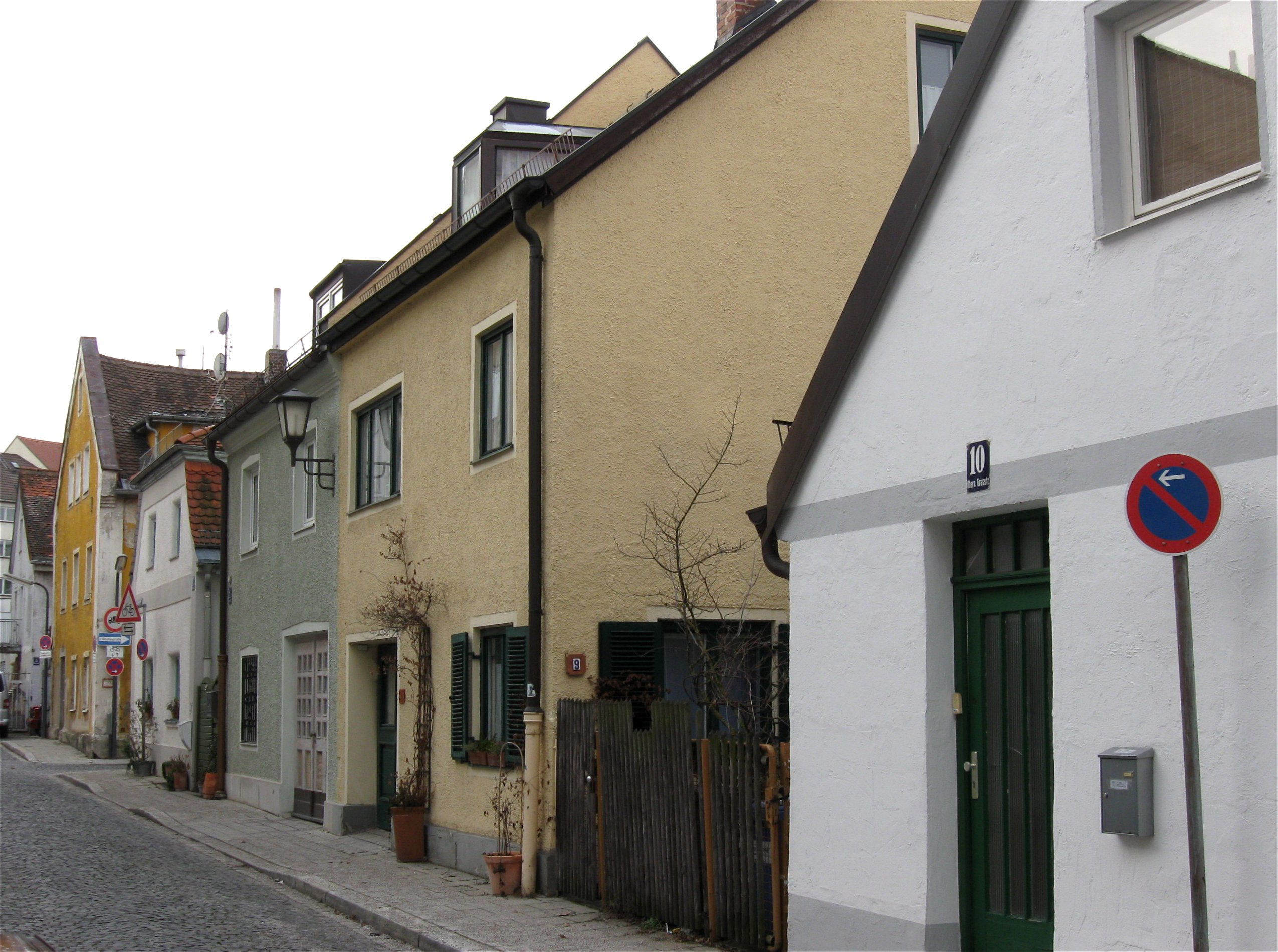
Obere Grasstraße

- Feldmüllersiedlung. Der Bereich der sogenannten Feldmüllersiedlung in Giesing, einer in den Jahren zwischen 1840 und 1845 planmäßig begonnenen Kleinhaussiedlung, ist ein Ensemble von städtebaulicher und sozialgeschichtlicher Bedeutung. Hier hat sich im Umfang eines Kleinstquartiers als siedlungsgeschichtliche Besonderheit etwas erhalten, was nicht nur Zeugnis ablegt über die bauliche Realität der Bevölkerungsschicht eines typischen Münchner Vororts, sondern auch städtebauliches Dokument einer planerischen Fürsorge ist, die sich, noch zur Regierungszeit Ludwig I., nicht mehr nur auf die spektakuläre Stadterweiterung Maxvorstadt und deren mittelständisch-bürgerlichen Wohnstandard beschränkte und – nicht zuletzt – gleichzeitig den Gedanken einer frühen Sanierung in den charakteristischen Arme-Leute-Gebieten zum Ausdruck bringt und damit einen dokumentarischen Wert hat, der nicht nur für München selbst eine Besonderheit darstellt, sondern für ganz Bayern und vermutlich noch darüber hinaus. (E-1-62-000-12)

- Stockwerksiedlung Walchenseeplatz. Die Planung der Siedlung, die im Rahmen des Münchner Großsiedlungsprogrammes der Jahre 1927 bis 1930 von der Gemeinnützigen Wohnungsfürsorge AG errichtet wurde, geht zurück auf einen Vorentwurf von Hanna Löv. Ausgeführt wurden allerdings nur zwei Drittel des vorgesehenen Umfanges, diese unter der Oberleitung von Carl Jaeger, dem im Rahmen des damaligen Arbeitsbeschaffungsprogrammes für Architekten unter anderem Fritz Landauer, Hans Atzenbeck, Max Schoen, Joseph Dürr, Hans Grünzweig und Fritz Männche zugeordnet waren. Vorgegeben war der Planung bereits der Walchenseeplatz mit der Bebauung seiner Nordseite. Zur Deisenhofener Straße einerseits und zur Perlacher Straße andererseits ist die Siedlung abgeschirmt durch langgestreckte viergeschossige Blöcke, der Block an der Deisenhofener Straße durch überhöhte Eckbauten ausgezeichnet, die Blöcke an der Perlacher Straße der leichten Schwingung der Straße folgend. Die ebenfalls viergeschossigen Zeilenbauten im Inneren der Siedlung sind den damaligen städtebaulichen Vorstellungen entsprechend von Norden nach Süden gerichtet, wobei sich, zum Teil zusätzlich abgeschirmt durch eingeschossige Zwischenbauten an den Kopfenden der Zeilen, großzügige, verkehrsberuhigte Höfe mit Plätzen zum Spielen und zum Trocknen der Wäsche ergeben. (E-1-62-000-74)

## Einzeldenkmäler

### A
| Lage                         | Objekt                        | Beschreibung | Akten-Nr.       | Bild                          |
| ---------------------------- | ----------------------------- | --- | --------------- | ----------------------------- |
| Aignerstraße 10 (Standort)   | Mietshaus                     | barockisierend, Eckbau mit Stuck- und Mosaikdekor, Anfang 20. Jahrhundert | D-1-62-000-119  | weitere Bilder                |
| Aignerstraße 16 (Standort)   | Kleinhaus                     | im Kern um 1840/45; Gruppe mit Nr. 14 (Neubau von 1954) und 18 | D-1-62-000-121  | weitere Bilder                |
| Aignerstraße 18 (Standort)   | Kleinhaus                     | im Kern um 1840/45, 1907 aufgestockt; Gruppe mit Nr. 14 (Neubau von 1954) und 16 | D-1-62-000-122  | weitere Bilder                |
| Aignerstraße 22 (Standort)   | Mietshaus                     | im Kern neubarock; Gruppe mit Nr. 24 | D-1-62-000-123  | weitere Bilder                |
| Aignerstraße 24 (Standort)   | Mietshaus                     | neubarock, reich gegliedert, 1902 von R. Barbist; eine Gruppe mit Nr. 22, mit Rückseite am Giesinger Kirchplatz | D-1-62-000-124  | weitere Bilder                |
| Aignerstraße 29 (Standort)   | Zweigeschossiges Haus         | historisierend, um 1900, im Kern vielleicht älter | D-1-62-000-125  | weitere Bilder                |
| Aignerstraße 31 (Standort)   | Zweigeschossiges Haus         | mit Mansardsatteldach, um 1900 um- oder neugebaut | D-1-62-000-126  | weitere Bilder                |
| Aignerstraße 41 (Standort)   | Zweigeschossiges Haus         | mit klassizistischen Fensterrahmungen, erbaut 1897 mit Wiederverwendung von Teilen der Keller- und EG-Mauern des Vorgängerbaues                                                                                    | D-1-62-000-127  | weitere Bilder                |
| Aignerstraße 43 (Standort)   | Zweigeschossiges Haus         | im Kern um 1840/45 | D-1-62-000-128  | weitere Bilder                |
| Alpenplatz 1 (Standort)      | Mietshaus                     | Eckbau in deutscher Renaissance, um 1900 | D-1-62-000-179  | weitere Bilder                |
| Alpenplatz 2 (Standort)      | Mietshaus                     | neubarock, mit Erker und reichem Dekor, um 1900 | D-1-62-000-180  | weitere Bilder                |
| Alpenplatz 3 (Standort)      | Mietshaus                     | Eckbau in deutscher Renaissance, mit reichem Dekor, bezeichnet 1902 | D-1-62-000-181  | weitere Bilder                |
| Alpenplatz 5 (Standort)      | Mietshaus                     | Eckbau in barockisierendem Jugendstil, Anfang 20. Jahrhundert | D-1-62-000-182  | weitere Bilder                |
| Alpenstraße 2 (Standort)     | Vorstadthaus                  | in Ecklage, zweigeschossig, mit Satteldach, Mitte 19. Jahrhundert | D-1-62-000-183  | weitere Bilder                |
| Alpenstraße 6 (Standort)     | Zweigeschossiges Vorstadthaus | zweigeschossiger, traufseitiger Satteldachbau, 2. Hälfte 19. Jahrhundert | D-1-62-000-184  | Zweigeschossiges Vorstadthaus |
| Alpenstraße 7 (Standort)     | Zweigeschossiges Vorstadthaus | zweigeschossiger, traufseitiger Satteldachbau, 2. Hälfte 19. Jahrhundert; Block mit Alpenstraße 9 | D-1-62-000-185  | weitere Bilder                |
| Alpenstraße 8 (Standort)     | Dreigeschossiges Mietshaus    | spätklassizistisch, Mitte 19. Jahrhundert; 1903 von Ernst Dressler umgebaut | D-1-62-000-186  | weitere Bilder                |
| Alpenstraße 9 (Standort)     | Zweigeschossiges Vorstadthaus | Mitte 19. Jahrhundert; Block mit Nr. 7 | D-1-62-000-187  | weitere Bilder                |
| Alpenstraße 10 (Standort)    | Dreigeschossiges Mietshaus    | in spätklassizistischer Tradition, um 1877–78 | D-1-62-000-188  | weitere Bilder                |
| Alpenstraße 17 (Standort)    | Zweigeschossiges Mietshaus    | in spätklassizistischer Tradition, um 1875 | D-1-62-000-189  | weitere Bilder                |
| Alpenstraße 19 (Standort)    | Vorstadthaus in Ecklage       | zweigeschossiger Satteldachbau, in spätklassizistischer Tradition, um 1876; Gruppe mit Zugspitzstraße 18 | D-1-62-000-7776 | weitere Bilder                |
| Am Bergsteig (Standort)      | Schmederersteg                | Fußgänger-Wegbrücke als Bahnlinienübergang (Bahnstrecke München–Rosenheim): über massiven Widerlagern und zwei Pfeilern eiserner Oberbau aus zwei Fachwerkträgern mit Bandeisen-Gittergeländer, Dielenbelag, 1871. | D-1-62-000-266  | weitere Bilder                |
| Nähe Am Bergsteig (Standort) | Kriegerdenkmal                | Kriegerdenkmal, kubischer Steinblock auf quadratischem Stufensockel mit Reliefs und Skulptur, von Hans Lindl, 1929.                                                                                                | D-1-62-000-2872 | weitere Bilder                |
| Am Bergsteig 2 (Standort)    | Mietshaus                     | später Jugendstil, mit Doppelerker, um 1910 | D-1-62-000-267  | weitere Bilder                |
| Am Bergsteig 5 (Standort)    | Mietshaus                     | später Jugendstil, mit Doppelerker, um 1910 | D-1-62-000-268  | weitere Bilder                |

### B
| Lage                            | Objekt  | Beschreibung | Akten-Nr.      | Bild           |
| ------------------------------- | ------- | --- | -------------- | -------------- |
| Brecherspitzstraße 2 (Standort) | Eckhaus | viergeschossiger Satteldachbau mit geschweiften Zwerchgiebeln, Erkern und Eisenbalkonen, mit Jugendstilanklängen, Anfang 20. Jahrhundert | D-1-62-000-961 | weitere Bilder |

### D
| Lage                                | Objekt    | Beschreibung | Akten-Nr.       | Bild           |
| ----------------------------------- | --------- | --- | --------------- | -------------- |
| Deisenhofener Straße 2 (Standort)   | Mietshaus | deutsche Renaissance, bezeichnet 1902; bildet mit Nr. 4, 6 und 8 eine durch Erker belebte Gruppe                                                     | D-1-62-000-1236 | weitere Bilder |
| Deisenhofener Straße 4 (Standort)   | Mietshaus | deutsche Renaissance, bezeichnet 1903; bildet mit Nr. 2, 6 und 8 eine durch Erker belebte Gruppe                                                     | D-1-62-000-1237 | weitere Bilder |
| Deisenhofener Straße 6 (Standort)   | Mietshaus | deutsche Renaissance, bezeichnet 1903, bildet mit Nr. 2, 4 und 8 eine durch Erker belebte Gruppe                                                     | D-1-62-000-1238 | weitere Bilder |
| Deisenhofener Straße 8 (Standort)   | Mietshaus | deutsche Renaissance, mit reich dekoriertem Erker und großer Marienfigur, bezeichnet 1903; bildet mit Nr. 2, 4 und 6 eine durch Erker belebte Gruppe | D-1-62-000-1239 | weitere Bilder |
| Deisenhofener Straße 10 (Standort)  | Mietshaus | später Jugendstil, um 1910 | D-1-62-000-1240 | weitere Bilder |
| Deisenhofener Straße 16a (Standort) | Mietshaus | später Jugendstil, um 1910 von Adolf Wentzel | D-1-62-000-1241 | weitere Bilder |
| Deisenhofener Straße 38 (Standort)  | Mietshaus | barockisierender Jugendstil, reich dekoriert, 1911 von Adolf Wentzel                                                                                 | D-1-62-000-1242 | Mietshaus      |
| Deisenhofener Straße 44 (Standort)  | Mietshaus | neuklassizistischer Eckbau, 1913–14 | D-1-62-000-1243 | weitere Bilder |
| Deisenhofener Straße 49 (Standort)  | Mietshaus | neubarock, 1902 von Max Sepp | D-1-62-000-1245 | Mietshaus      |
| Deisenhofener Straße 59 (Standort)  | Mietshaus | barockisierend, um 1910 | D-1-62-000-1246 | Mietshaus      |

### E
| Lage                         | Objekt    | Beschreibung                                                         | Akten-Nr.       | Bild           |
| ---------------------------- | --------- | -------------------------------------------------------------------- | --------------- | -------------- |
| Edelweißstraße 4 (Standort)  | Mietshaus | barockisierend, mit Erker, um 1910; Gruppe mit Nr. 6                 | D-1-62-000-1398 | weitere Bilder |
| Edelweißstraße 6 (Standort)  | Mietshaus | barockisierend, mit Erkern, um 1910; Gruppe mit Nr. 4                | D-1-62-000-1399 | weitere Bilder |
| Edelweißstraße 10 (Standort) | Mietshaus | Eckbau in deutscher Renaissance, um 1900                             | D-1-62-000-1400 | weitere Bilder |
| Edelweißstraße 15 (Standort) | Mietshaus | barockisierend, um 1900                                              | D-1-62-000-1401 | weitere Bilder |
| Eintrachtstraße 3 (Standort) | Mietshaus | barockisierend, mit Erker und Putzgliederung, Anfang 20. Jahrhundert | D-1-62-000-1467 | weitere Bilder |
| Eintrachtstraße 4 (Standort) | Mietshaus | bezeichnet 1913; vereinfacht                                         | D-1-62-000-1468 | weitere Bilder |

### G
| Lage                                | Objekt                                 | Beschreibung | Akten-Nr.       | Bild           |
| ----------------------------------- | -------------------------------------- | --- | --------------- | -------------- |
| Giesinger Bahnhofplatz 1 (Standort) | Giesinger Bahnhof                      | zwischen zwei zweigeschossigen Eckpavillons eingeschossiger Bau, um 1898, verschalte Holzkonstruktion mit renaissancischen Zierformen, Vordach auf der Bahnsteigseite, lobende Erwähnung beim Fassadenpreis 2004 | D-1-62-000-2164 | weitere Bilder |
| Giesinger Berg (Standort)           | Stützmauer                             | Mauer der Terrasse, auf welcher die Giesinger Kirche steht (siehe Ichostraße 1), Quadermauerwerk mit barockisierender Gliederung, 1892, von zwei Freitreppen unterbrochen. An der Ecke Giesinger Berg/Ichostraße Brunnengrotte, 1893; darüber Gedenktafel an Straßenkorrektur 1892. Weiter nördlich neben der Treppe zur Kirche weiterer Nischenbrunnen, 1936 von Richard Knecht. | D-1-62-000-2165 | weitere Bilder |
| Gietlstraße 2 (Standort)            | Katholisches Pfarrhaus von Hl. Kreuz   | malerischer Neubarockbau, mit Stuckdekor, 1893–94 von Carl Hocheder d. Ä., südlich Gartenmauer | D-1-62-000-2166 | weitere Bilder |
| Gietlstraße 2a (Standort)           | Benefiziatenhaus                       | neubarockes Walmdachhaus, 1895 von Carl Hocheder d. Ä.; Cäcilienrelief an der Südseite; Gedenktafel an dem ehemaligen Giesinger Friedhof, südlich Pfeilerzaun | D-1-62-000-2167 | weitere Bilder |
| Gietlstraße 3 (Standort)            | Mietshaus                              | historisierend, mit zwei Erkern, um 1900 | D-1-62-000-2168 | Mietshaus      |
| Gietlstraße 5 (Standort)            | Mietshaus                              | dreigeschossiger Traufseitbau mit Schweifgiebel und Gauben, einfache Putzgliederung, um 1900 | D-1-62-000-2170 | weitere Bilder |
| Gietlstraße 6 (Standort)            | Erdgeschossiges Kleinhaus              | im Kern um 1840–45 | D-1-62-000-2171 | weitere Bilder |
| Gietlstraße 7 (Standort)            | Wohnhaus                               | historisierend, Anfang 20. Jahrhundert; am Erker Relief der Alten Giesinger Kirche | D-1-62-000-2172 | weitere Bilder |
| Gietlstraße 8 (Standort)            | Zweigeschossiges Satteldachhaus        | in Ecklage, im Kern um 1840/45, Fassadenpreisträger 2005 | D-1-62-000-2173 | weitere Bilder |
| Gietlstraße 12 (Standort)           | Mietshaus                              | dreigeschossiger Traufseitbau mit Satteldach, historisierende Fassade mit Putzgliederung, um 1900 | D-1-62-000-2174 | weitere Bilder |
| Gietlstraße 14 (Standort)           | Mietshaus                              | dreigeschossiger Traufseitbau mit Satteldach, Neorenaissancefassade mit reicher Putzgliederung, bezeichnet 1901 | D-1-62-000-2175 | weitere Bilder |
| Gietlstraße 16 (Standort)           | Erdgeschossiges Kleinhaus              | mit Mansardsatteldach, im Kern um 1840/45 | D-1-62-000-2176 | weitere Bilder |
| Gietlstraße 18 (Standort)           | Mietshaus                              | Neurenaissance, Eckbau mit Erker, um 1890 | D-1-62-000-2177 | weitere Bilder |
| Gietlstraße 23/25/27/29 (Standort)  | Gruppe zweigeschossiger Vorstadthäuser | zweigeschossige Traufseitbauten mit Satteldach, einfache Putzfassade, um 1840/45 | D-1-62-000-2178 | weitere Bilder |
| Gietlstraße 31 (Standort)           | Mietshaus                              | neubarock, mit reichem Stuckdekor, um 1880 | D-1-62-000-2179 | weitere Bilder |

### H
| Lage                           | Objekt                                       | Beschreibung | Akten-Nr.       | Bild           |
| ------------------------------ | -------------------------------------------- | --- | --------------- | -------------- |
| Hefnerstraße 1–12 (Standort)   | Zwei die Straße einfassende Mietshausgruppen | historisierend, um 1909 von H. Klinger für den Verein für Verbesserung der Wohnungsverhältnisse in München e. V. | D-1-62-000-2442 | weitere Bilder |
| Herzogstandstraße 1 (Standort) | Mietshaus                                    | historisierend, um 1910; Gruppe mit Nr. 3                                                                        | D-1-62-000-2553 | weitere Bilder |
| Herzogstandstraße 3 (Standort) | Mietshaus                                    | historisierend, um 1910; Gruppe mit Nr. 1                                                                        | D-1-62-000-2554 | weitere Bilder |
| Herzogstandstraße 5 (Standort) | Mietshaus                                    | neuklassizistisch, mit Putzgliederung, 1914 von Hans Thaler; Gruppe mit Nr. 7 und 9                              | D-1-62-000-2555 | weitere Bilder |
| Herzogstandstraße 7 (Standort) | Mietshaus                                    | neuklassizistisch, mit Putzgliederung, 1914 von Hans Thaler; Gruppe mit Nr. 5 und 9                              | D-1-62-000-2556 | weitere Bilder |
| Herzogstandstraße 9 (Standort) | Mietshaus                                    | neuklassizistisch, mit Putzgliederung, 1914 von Hans Thaler; Gruppe mit Nr. 5 und 7                              | D-1-62-000-2557 | weitere Bilder |

### I
| Lage                    | Objekt                      | Beschreibung | Akten-Nr.       | Bild           |
| ----------------------- | --------------------------- | --- | --------------- | -------------- |
| Ichostraße 1 (Standort) | Kath. Pfarrkirche Hl. Kreuz | Hallenkirche in neugotischen Formen in städtebaulich beherrschender Höhenlage auf Terrasse (siehe Giesinger Berg), mit hohem Westturm, 1866–86 von Georg Dollmann; mit Ausstattung. | D-1-62-000-2871 | weitere Bilder |

### K
| Lage                           | Objekt                                       | Beschreibung | Akten-Nr.       | Bild                            |
| ------------------------------ | -------------------------------------------- | --- | --------------- | ------------------------------- |
| Kesselbergstraße 2 (Standort)  | Mietshaus                                    | Jugendstil, mit Erker-Balkon-Gruppe, Anfang 20. Jahrhundert                                                                                       | D-1-62-000-3376 | weitere Bilder                  |
| Kesselbergstraße 4 (Standort)  | Mietshaus                                    | viergeschossiger, traufseitiger Satteldachbau mit Zwerchhaus, später Jugendstil, um 1910                                                          | D-1-62-000-3377 | weitere Bilder                  |
| Kesselbergstraße 8 (Standort)  | Mietshaus                                    | viergeschossiger, traufseitiger Satteldachbau mit hohem Sockelgeschoss, Zwerchhaus und breitem Mittelerker mit Loggia, später Jugendstil, um 1910 | D-1-62-000-3378 | weitere Bilder                  |
| Kesselbergstraße 10 (Standort) | Mietshaus in Ecklage                         | fünfgeschossiger Satteldachbau mit Putzgliederung, später Jugendstil, um 1910                                                                     | D-1-62-000-3379 | weitere Bilder                  |
| Kiesstraße 2 (Standort)        | Erdgeschossiges Kleinhaus                    | eingeschossiger Eckbau mit abgewalmtem Satteldach, einfache Putzfassade, um 1850                                                                  | D-1-62-000-3393 | weitere Bilder                  |
| Kiesstraße 3 (Standort)        | Erdgeschossiges Kleinhaus                    | eingeschossiger Traufseitbau mit Satteldach, einfache Putzfassade, um 1840–45; Nebengebäude, 1935/36                                              | D-1-62-000-3394 | Erdgeschossiges Kleinhaus       |
| Kiesstraße 4 (Standort)        | Wohnhaus                                     | zweigeschossiger Traufseitbau mit Satteldach, einfache Putzfassade, im Kern von 1840, Aufstockung 1911                                            | D-1-62-000-3395 | weitere Bilder                  |
| Kiesstraße 6 (Standort)        | Wohnhaus                                     | zweigeschossiger Traufseitbau mit Satteldach, einfache Putzfassade, im Kern von 1840, 1873 aufgestockt                                            | D-1-62-000-3396 | weitere Bilder                  |
| Kistlerstraße 1 (Standort)     | Zweigeschossiges Kleinhaus                   | mit langem rückwärtigem Flügel an der Tegernseer Landstraße, mittleres 19. Jahrhundert; Gruppe mit 3, 5 und 7                                     | D-1-62-000-3455 | Zweigeschossiges Kleinhaus      |
| Kistlerstraße 3 (Standort)     | Zweigeschossiges Kleinhaus                   | mittleres 19. Jahrhundert; Gruppe mit 1, 5 und 7                                                                                                  | D-1-62-000-3456 | Zweigeschossiges Kleinhaus      |
| Kistlerstraße 4 (Standort)     | Zweigeschossiges Satteldachhaus              | Mitte 19. Jahrhundert; bauliche Einheit mit Sägstraße 3                                                                                           | D-1-62-000-3457 | Zweigeschossiges Satteldachhaus |
| Kistlerstraße 5 (Standort)     | Zweigeschossiges Kleinhaus                   | mittleres 19. Jahrhundert; Gruppe mit 1, 3 und 7                                                                                                  | D-1-62-000-3458 | Zweigeschossiges Kleinhaus      |
| Kistlerstraße 6 (Standort)     | Zweigeschossiges Satteldachhaus              | zweigeschossiger Eckbau mit Satteldach, einfache Putzfassade, um 1850                                                                             | D-1-62-000-3459 | weitere Bilder                  |
| Kistlerstraße 7 (Standort)     | Zweigeschossiges Kleinhaus                   | mittleres 19. Jahrhundert; Gruppe mit 1, 3, und 5                                                                                                 | D-1-62-000-3460 | Zweigeschossiges Kleinhaus      |
| Kistlerstraße 8 (Standort)     | Zweigeschossiges Satteldachhaus              | zweigeschossiger Traufseitbau mit Satteldach, einfache Putzfassade, Mitte 19. Jahrhundert                                                         | D-1-62-000-3461 | Zweigeschossiges Satteldachhaus |
| Kistlerstraße 11 (Standort)    | Kloster und Schule der Armen Schulschwestern | Fassade zum Teil barockisierend mit Madonnenrelief, 1871–72 mit späteren Erweiterungen.                                                           | D-1-62-000-3462 | weitere Bilder                  |

### M
| Lage                                            | Objekt                                   | Beschreibung | Akten-Nr.       | Bild           |
| ----------------------------------------------- | ---------------------------------------- | --- | --------------- | -------------- |
| Martin-Luther-Straße 4, Bergstraße 3 (Standort) | Evang.-Luth. Lutherkirche samt Pfarrhaus | Saalbau mit Satteldach, Anbau und Glockenturm, von Hans Grässel, 1926–27, nach Schäden im Zweiten Weltkrieg verändert wieder hergestellt; nach Süden Pfarrhaus angebaut, gleichzeitig, im Inneren später erneuert. | D-1-62-000-4356 | weitere Bilder |

### O
| Lage                           | Objekt                         | Beschreibung | Akten-Nr.       | Bild                       |
| ------------------------------ | ------------------------------ | --- | --------------- | -------------------------- |
| Obere Grasstraße 6 (Standort)  | Zweigeschossiges Vorstadthaus  | zweigeschossiger verputzter Massivbau mit Satteldach und Putzgliederung, im Kern wohl um 1840/45, 1869 Aufstockung, bis 1939 weitere Umbauten                                                | D-1-62-000-4869 | weitere Bilder             |
| Obere Grasstraße 7 (Standort)  | Erdgeschossiges Kleinhaus      | in Ecklage befindlicher erdgeschossiger Massivbau mit Mansarddach und Putzgliederung, wohl von 1840/45, 2002 instand gesetzt                                                                 | D-1-62-000-4870 | weitere Bilder             |
| Obere Grasstraße 8 (Standort)  | Zweigeschossiges Kleinhaus     | zweigeschossiger Massivbau mit Satteldach und reduzierter Putzgliederung, im Kern von 1853, Wiederaufbau nach Zerstörungen im Zweiten Weltkrieg von 1950/51; bildet einen Baublock mit Nr. 9 | D-1-62-000-4871 | Zweigeschossiges Kleinhaus |
| Obere Grasstraße 9 (Standort)  | Zweigeschossiges Kleinhaus     | zweigeschossiger verputzter Massivbau mit Satteldach, im Kern wohl um 1840/45, 1957 Aufstockung, 1996 Sanierung                                                                              | D-1-62-000-4872 | Zweigeschossiges Kleinhaus |
| Obere Grasstraße 10 (Standort) | Erdgeschossiges Satteldachhaus | erdgeschossiger verputzter Massivbau mit Satteldach in Ecklage, im Kern wohl von 1840/45 | D-1-62-000-4873 | weitere Bilder             |

### P
| Lage                              | Objekt         | Beschreibung                                                                         | Akten-Nr.       | Bild           |
| --------------------------------- | -------------- | ------------------------------------------------------------------------------------ | --------------- | -------------- |
| Perlacher Straße 53/55 (Standort) | Pinguinbrunnen | von Adolf Giesin, 1931; runde Beckenschale aus Kunststein, darauf Pinguin aus Bronze | D-1-62-000-5215 | weitere Bilder |

### R
| Lage                           | Objekt    | Beschreibung | Akten-Nr.       | Bild           |
| ------------------------------ | --------- | --- | --------------- | -------------- |
| Raintaler Straße 11 (Standort) | Mietshaus | Eckbau im späten Jugendstil, Anfang 20. Jahrhundert                                                                       | D-1-62-000-5652 | weitere Bilder |
| Raintaler Straße 40 (Standort) | Mietshaus | neubarock, mit reichem Stuckdekor, um 1890/1900                                                                           | D-1-62-000-5653 | weitere Bilder |
| Rotwandstraße 1 (Standort)     | Mietshaus | barockisierender Eckbau, Anfang 20. Jahrhundert; Gruppe mit Werinherstraße 46 und 48                                      | D-1-62-000-5971 | weitere Bilder |
| Rotwandstraße 26 (Standort)    | Mietshaus | dreigeschossiger Mansarddachbau mit seitlichem Zwerchhaus und flachem Mittelerker, historisierend, Anfang 20. Jahrhundert | D-1-62-000-5973 | weitere Bilder |
| Rotwandstraße 28 (Standort)    | Mietshaus | viergeschossiger Mansarddachbau mit Gauben, Zwerchhaus und Erkern, in Formen der deutschen Renaissance, um 1900           | D-1-62-000-5974 | weitere Bilder |

### S
| Lage                                                               | Objekt | Beschreibung | Akten-Nr.       | Bild |
| ------------------------------------------------------------------ | --- | --- | --------------- | --- |
| Sägstraße 1/1a/1b (Standort)                                       | Zweigeschossiges Satteldachhaus (Herberge)                                                                          | des mittleren 19. Jahrhunderts; Gruppe mit Silberhornstraße 10 und Tegernseer Landstraße 76 | D-1-62-000-6036 | Zweigeschossiges Satteldachhaus (Herberge)                                                                          |
| Sägstraße 3 (Standort)                                             | Zweigeschossiges Satteldachhaus                                                                                     | Mitte 19. Jahrhundert; bauliche Einheit mit Kistlerstraße 9 | D-1-62-000-6037 | weitere Bilder |
| Schwarzenbergstraße 1 (Standort)                                   | Historisierendes Wohnhaus                                                                                           | bei der Strafanstalt Stadelheim, wohl Aufseherwohnhaus von 1913–14; vergleiche Stadelheimer Straße 12 | D-1-62-000-6384 | Historisierendes Wohnhaus                                                                                           |
| Silberhornstraße 2 (Standort)                                      | Zweigeschossiges Satteldachhaus                                                                                     | Mitte 19. Jahrhundert, in Ecklage am Giesinger Berg; mit Gedenktafel an Frau Theresia Knoll unter Marienfigur in Nische. | D-1-62-000-6541 | weitere Bilder |
| Silberhornstraße 6 (Standort)                                      | Mietshaus | viergeschossiger Traufseitbau mit Satteldach, historisierende Putzfassade mit Stuck, Rustizierung und Lisenen, um 1900 | D-1-62-000-6542 | weitere Bilder |
| Silberhornstraße 10 (Standort)                                     | Zweigeschossiges Wohnhaus                                                                                           | wohl Mitte 19. Jahrhundert; Gruppe mit Tegernseer Landstraße 76 und Sägstraße 1a | D-1-62-000-6543 | Zweigeschossiges Wohnhaus                                                                                           |
| St.-Bonifatius-Straße 1 (Standort)                                 | Mietshaus | malerisch gruppierter Eckbau, im Kern um 1900 | D-1-62-000-6075 | weitere Bilder |
| St.-Bonifatius-Straße 3 (Standort)                                 | Mietshaus | viergeschossiger Mansarddachbau mit breiten Zwerchhäusern in Ecklage, von den Gebrüder Greiff, 1899/1900; ehemals Teil einer Gruppe mit St.-Bonifatius-Straße 5 und Tegernseer Landstraße 10 | D-1-62-000-9600 | weitere Bilder |
| St.-Bonifatius-Straße 20 (Standort)                                | Mietshaus | barockisierend, Anfang 20. Jahrhundert | D-1-62-000-6077 | weitere Bilder |
| St.-Martin-Straße 1 (Standort)                                     | Mietshaus | viergeschossiger Pultdachbau mit Dachgauben, um 1900 | D-1-62-000-6087 | weitere Bilder |
| St.-Martin-Straße 2 (Standort)                                     | Mietshaus | viergeschossiger Satteldachbau mit Zwerchgiebel und polygonalen Eckerkern, Neurenaissance, um 1900 | D-1-62-000-6088 | weitere Bilder |
| St.-Martin-Straße 3 (Standort)                                     | Mietshaus | viergeschossiger Mansarddachbau mit Putzgliederung, barockisierend, um 1900 | D-1-62-000-6089 | weitere Bilder |
| St.-Martin-Straße 5 (Standort)                                     | Mietshaus | viergeschossiger Mansarddachbau mit reicher Gliederung, Neubarock, um 1890/1900 | D-1-62-000-6090 | weitere Bilder |
| St.-Martin-Straße 8 (Standort)                                     | Mietshaus | Neurenaissance, 1894 von Georg Müller, 1904 um zwei Achsen erweitert. | D-1-62-000-6091 | weitere Bilder |
| St.-Martin-Straße 9 (Standort)                                     | Mietshaus | deutsche Renaissance, um 1900; Gruppe mit Wendelsteinstraße 11 | D-1-62-000-6092 | Mietshaus |
| St.-Martin-Straße 10 (Standort)                                    | Mietshaus | Eckbau in deutscher Renaissance, reich gegliedert, bezeichnet 1904, von Ludwig Dinglreiter. | D-1-62-000-6093 | weitere Bilder |
| St.-Martin-Straße 20 (Standort)                                    | Mietshaus | barockisierend, mit Turmerker an der Ecke, um 1910 | D-1-62-000-6094 | weitere Bilder |
| St.-Martin-Straße 22 (Standort)                                    | Mietshaus | barockisierend, um 1910; Gruppe mit Nr. 24 | D-1-62-000-6095 | weitere Bilder |
| St.-Martin-Straße 24 (Standort)                                    | Mietshaus | barockisierend, um 1910; Gruppe mit Nr. 22 | D-1-62-000-6096 | weitere Bilder |
| St.-Martin-Straße 26 (Standort)                                    | Mietshaus | viergeschossiger Satteldachbau mit erhöhter Ecke, barockisierend, um 1910; Vorgarten-Einfriedung, Betonpfeiler und Gitterzaun, gleichzeitig | D-1-62-000-6097 | weitere Bilder |
| St.-Martin-Straße 30 (Standort)                                    | St.-Martin-Grundschule                                                                                              | monumentaler neubarocker Gruppenbau mit Dachreiter, 1900–02 von Robert Rehlen | D-1-62-000-6098 | weitere Bilder |
| St.-Martin-Straße 34 (Standort)                                    | Altersheim St. Martin                                                                                               | Haupttrakt (an der Severinstraße) neubarock, mit neubarocker Kapelle (samt Ausstattung) im Südteil, 1892–94 von Carl Hocheder d. Ä.; 1902–03 Anbau der Flügel im Norden und Süden durch Robert Rehlen, im gleichen Stil; westlich Garten, umschlossen von mit Pavillons besetzter Mauer. | D-1-62-000-6099 | weitere Bilder |
| St.-Martin-Straße 44 (Standort)                                    | Mietshaus | Eckbau mit reicher barockisierender Putzgliederung, 1910 von Georg Schaller. | D-1-62-000-6100 | weitere Bilder |
| St.-Martins-Platz 1 (Standort)                                     | Ostfriedhof | Südwestteil (Felder 1–21) 1817 angelegt; in der Folge mehrfach erweitert, vor allem ab 1889 (Westhälfte); ab 1895 Erweiterung nach Osten und Neuplanung durch Hans Grässel; im 20. Jahrhundert weitere Erweiterungen nach Osten. | D-1-62-000-6085 | weitere Bilder |
| St.-Martins-Platz 3 (Standort)                                     | Mietshaus | barockisierend, mit zwei Erkern, bezeichnet 1910 | D-1-62-000-6086 | weitere Bilder |
| St.-Quirin-Straße 2/2a; Tegernseer Landstraße 223a/223b (Standort) | Ehemalige Wagenhalle des sogenannten Hilfszuges Bayern der Nationalsozialistischen Deutschen Arbeiterpartei (NSDAP) | Dreiteiliges Hallengebäude als Stahlskelettkonstruktion mit 50 m weit gespannter Mittelhalle, flach geneigtes Satteldach in Pfettenkonstruktion mit Stahlblechdecke und acht quer aufgesetzten Oberlichtern, je zwei zweigeschossige Verwaltungsgebäude an den Kopfseiten und Luftschutzkeller, nach Plänen von Paul Hofer und Karl Johann Fischer, 1937/38, Osthalle nach Zerstörung im Zweiten Weltkrieg teilweise abgetragen. | D-1-62-000-8590 | Ehemalige Wagenhalle des sogenannten Hilfszuges Bayern der Nationalsozialistischen Deutschen Arbeiterpartei (NSDAP) |
| Stadelheimer Straße 12 (Standort)                                  | Altbau der Strafanstalt Stadelheim                                                                                  | barockisierende Anlage mit Giebelrisalit und Eckpavillons, 1892–94 von Friedrich Adelung, erste Erweiterung mit Anstaltskirche 1898–1901; vergleiche Schwarzenbergstraße 1 | D-1-62-000-6614 | Altbau der Strafanstalt Stadelheim                                                                                  |
| Stadelheimer Straße 24 (Standort)                                  | Friedhof am Perlacher Forst                                                                                         | erste Anlage und Aussegnungshalle, Leichenwärterhaus und Verwaltungsgebäude, 1929–32 von Fritz Beblo und Hermann Leitenstorfer | D-1-62-000-6615 | weitere Bilder |

### T
| Lage                                                                    | Objekt                                                                                     | Beschreibung | Akten-Nr.       | Bild           |
| ----------------------------------------------------------------------- | ------------------------------------------------------------------------------------------ | --- | --------------- | -------------- |
| Tegernseer Landstraße 10 (Standort)                                     | Mietshaus                                                                                  | barockisierender Jugendstil, mit prächtigen Fensterrahmungen, um 1900 | D-1-62-000-6766 | weitere Bilder |
| Tegernseer Landstraße 19 (Standort)                                     | Mietshaus                                                                                  | Eckbau mit mehreren Erkern, im Kern um 1900 | D-1-62-000-6767 | weitere Bilder |
| Tegernseer Landstraße 21 (Standort)                                     | Mietshaus                                                                                  | Neurenaissance, mit Eckerker, 1897 von Max Sepp | D-1-62-000-6768 | weitere Bilder |
| Tegernseer Landstraße 23 (Standort)                                     | Mietshaus                                                                                  | deutsche Renaissance, mit Erker, um 1900 | D-1-62-000-6769 | weitere Bilder |
| Tegernseer Landstraße 26 (Standort)                                     | Mietshaus                                                                                  | deutsche Renaissance, mit vereinfachter Gliederung, um 1900; bildet Gruppe mit Nr. 28, 30 und 32 | D-1-62-000-6771 | weitere Bilder |
| Tegernseer Landstraße 28 (Standort)                                     | Mietshaus                                                                                  | deutsche Renaissance, um 1900; Gruppe mit Nr. 26, 30 und 32 | D-1-62-000-6773 | weitere Bilder |
| Tegernseer Landstraße 30 (Standort)                                     | Mietshaus                                                                                  | Mischung deutscher Renaissance und Jugendstil, mit Erker und Stuckdekor, um 1900; Gruppe mit Nr. 26, 28 und 32. | D-1-62-000-6775 | weitere Bilder |
| Tegernseer Landstraße 32 (Standort)                                     | Mietshaus                                                                                  | Mischung deutscher Renaissance und Jugendstil, mit Stuckdekor, um 1900; Gruppe mit Nr. 26, 28 und 30. | D-1-62-000-6777 | weitere Bilder |
| Tegernseer Landstraße 36 (Standort)                                     | Mietshaus                                                                                  | malerischer Eckbau in deutscher Renaissance, mit Eckturmerker, bezeichnet 1901 | D-1-62-000-6778 | weitere Bilder |
| Tegernseer Landstraße 38 (Standort)                                     | Mietshaus                                                                                  | Neurenaissance, mit Erker, 1897/98 von Max Sepp | D-1-62-000-6779 | weitere Bilder |
| Tegernseer Landstraße 40 (Standort)                                     | Zweigeschossiges Vorstadthaus                                                              | Mitte 19. Jahrhundert | D-1-62-000-6780 | weitere Bilder |
| Tegernseer Landstraße 42 (Standort)                                     | Dreigeschossiges Wohnhaus                                                                  | spätklassizistisch, um 1850/60; Gruppe mit Nr. 44 | D-1-62-000-6781 | weitere Bilder |
| Tegernseer Landstraße 44 (Standort)                                     | Dreigeschossiges Wohnhaus                                                                  | spätklassizistisch, um 1850/60; Gruppe mit Nr. 42 | D-1-62-000-6782 | weitere Bilder |
| Tegernseer Landstraße 44a (Standort)                                    | Eckhaus                                                                                    | in klassizistischer Tradition, um 1860/70 | D-1-62-000-6783 | weitere Bilder |
| Tegernseer Landstraße 46 (Standort)                                     | Eckhaus                                                                                    | in klassizistischer Tradition, um 1860/70 | D-1-62-000-6784 | weitere Bilder |
| Tegernseer Landstraße 47 (Standort)                                     | Mietshaus                                                                                  | Neurenaissance, mit geschweiftem Zwerchgiebel, 1897 von Jacob Baudrexl. | D-1-62-000-6785 | weitere Bilder |
| Tegernseer Landstraße 48 (Standort)                                     | Mietshaus                                                                                  | Neurenaissance, um 1870 | D-1-62-000-6786 | weitere Bilder |
| Tegernseer Landstraße 49 (Standort)                                     | Mietshaus                                                                                  | abgerundeter Eckbau mit Eckkuppel und reicher, neubarocker Gliederung und Stuckierung, 1895–96 von Georg Müller | D-1-62-000-6787 | weitere Bilder |
| Tegernseer Landstraße 50 (Standort)                                     | Mietshaus                                                                                  | viergeschossiger Mansarddachbau mit flachen Seitenrisaliten, Neurenaissance, um 1870 | D-1-62-000-6788 | weitere Bilder |
| Tegernseer Landstraße 56 (Standort)                                     | Zweigeschossiges Vorstadthaus                                                              | in Ecklage, Mitte 19. Jahrhundert | D-1-62-000-6789 | weitere Bilder |
| Tegernseer Landstraße 76 (Standort)                                     | Zweigeschossiges Eckhaus                                                                   | spätklassizistisch, Mitte 19. Jahrhundert; Gruppe mit Silberhornstraße 10 und Sägstraße 1a | D-1-62-000-6791 | weitere Bilder |
| Tegernseer Landstraße 80 (Standort)                                     | Zweigeschossiges Eckhaus                                                                   | Zweigeschossiger Walmdachbau, Mitte 19. Jahrhundert | D-1-62-000-6792 | weitere Bilder |
| Tegernseer Landstraße 91 (Standort)                                     | Mietshaus                                                                                  | Jugendstil-Eckbau, 1910 von Franz Popp | D-1-62-000-6793 | weitere Bilder |
| Tegernseer Landstraße 92 (Standort)                                     | Mietshaus                                                                                  | Eckbau in deutscher Renaissance, mit Erkern, 1900 von Heinrich Volbehr; zum Teil vereinfacht. | D-1-62-000-6794 | weitere Bilder |
| Tegernseer Landstraße 93 (Standort)                                     | Dreigeschossiges Vorstadthaus                                                              | dreigeschossiger, traufseitiger Satteldachbau, 2. Hälfte 19. Jahrhundert | D-1-62-000-6795 | weitere Bilder |
| Tegernseer Landstraße 103 (Standort)                                    | Mietshaus                                                                                  | Eckbau in deutscher Renaissance, mit Erkern, um 1900 | D-1-62-000-6796 | weitere Bilder |
| Tegernseer Landstraße 210 (Standort)                                    | Ehemalige Reichszeugmeisterei der Nationalsozialistischen Deutschen Arbeiterpartei (NSDAP) | Breit gelagerte, viergeschossige Vierflügelanlage mit Walmdächern und Gaubenreihen, eingezogene Eingangshalle mit Kolossalpfeilern, Außenfassaden mit Tuffsteinplatten verkleidet, Stahlskelettbau mit Stahlträgerdachkonstruktion, Tiefgarage, von Paul Hofer und Karl Johann Fischer, 1935–1937, unter Einbeziehung der 1913/14 nach Entwurf von Alphons Hering errichteten ehemalige Wagenbau- und Maschinenfabrik Gebr. Beissbarth als Querriegel im Hof. | D-1-62-000-8589 | weitere Bilder |
| Tegernseer Platz 7, Deisenhofener Straße 1, Werinherstraße 2 (Standort) | Postgebäude                                                                                | Mit Postamt München 90. Neue Sachlichkeit, 1928–29 von Robert Vorhoelzer und Walther Schmidt; in städtebaulich beherrschender Stellung an platzartiger Erweiterung der Straße. | D-1-62-000-6790 | weitere Bilder |

### U
| Lage                            | Objekt                                 | Beschreibung | Akten-Nr.       | Bild                      |
| ------------------------------- | -------------------------------------- | --- | --------------- | ------------------------- |
| Untere Grasstraße 1 (Standort)  | Mietshaus                              | neubarock, sehr reich gegliedert und stuckiert, 1903 von Hans Thaler | D-1-62-000-7126 | weitere Bilder            |
| Untere Grasstraße 2 (Standort)  | Mietshaus                              | deutsche Renaissance, mit Giebel über dem rechten Fassadenteil, um 1890/1900 | D-1-62-000-7127 | weitere Bilder            |
| Untere Grasstraße 3 (Standort)  | Mietshaus                              | deutsche Renaissance, mit Masken über den Erdgeschossfenstern, um 1900 | D-1-62-000-7128 | weitere Bilder            |
| Untere Grasstraße 4 (Standort)  | Mietshaus                              | neubarock, sehr reich gegliedert und stuckiert, um 1900 | D-1-62-000-7129 | weitere Bilder            |
| Untere Grasstraße 5 (Standort)  | Mietshaus                              | neubarock, mit reichem Dekor, um 1890/1900 | D-1-62-000-7130 | weitere Bilder            |
| Untere Grasstraße 6 (Standort)  | Mietshaus                              | Jugendstil, mit sehr reichem, phantasievollem Stuckdekor (zum Teil figürliche Reliefs), 1903–04 von Hans Thaler, Fassadengestaltung von Max Scheidl. | D-1-62-000-7131 | weitere Bilder            |
| Untere Grasstraße 7 (Standort)  | Mietshaus                              | viergeschossiger Traufseitbau mit Mansarddach, Lisenenputzgliederung, Wandnische mit Madonna, um 1870/80 | D-1-62-000-7132 | weitere Bilder            |
| Untere Grasstraße 8 (Standort)  | Mietshaus                              | viergeschossiger Mansardgiebeldachbau, Putzfassade mit Lisenen, Wandnische mit Madonnenfigur, um 1870/80 | D-1-62-000-7133 | weitere Bilder            |
| Untere Grasstraße 9 (Standort)  | Mietshaus                              | dreigeschossiger Traufseitbau mit Satteldach, Neorenaissancefassade mit Sohlbank- und Konsolgesims, um 1880 | D-1-62-000-7134 | weitere Bilder            |
| Untere Grasstraße 12 (Standort) | Mietshaus                              | dreigeschossiger Traufseitbau mit Mansarddach, schlichte Putzfassade mit Sohlbankgesimsen, um 1850/60 | D-1-62-000-7136 | weitere Bilder            |
| Untere Grasstraße 15 (Standort) | Mietshaus                              | viergeschossiger Eckbau mit Satteldach, Fassade mit Neorenaissanceputzgliederung, 1904 | D-1-62-000-7139 | weitere Bilder            |
| Untere Grasstraße 17 (Standort) | Zweigeschossiges Eckhaus               | in Ecklage errichteter zweigeschossiger verputzter Massivbau mit Flachsatteldach, im Kern Mitte 19. Jahrhundert | D-1-62-000-7140 | weitere Bilder            |
| Untere Grasstraße 20 (Standort) | Zweigeschossiges Wohnhaus              | zweigeschossiger verputzter Massivbau mit Satteldach, im Kern um 1840/45, Umbauten von 1934 und 1965 | D-1-62-000-7141 | weitere Bilder            |
| Untere Grasstraße 21 (Standort) | Erdgeschossiges Kleinhaus              | erdgeschossiger verputzter Massivbau mit Satteldach, im Kern wohl 1840/45, Umbauten zu Beginn des 20. Jahrhunderts | D-1-62-000-7142 | Erdgeschossiges Kleinhaus |
| Untere Grasstraße 22 (Standort) | Zweigeschossiges Wohnhaus              | zweigeschossiger verputzter Massivbau mit Satteldach, von 1850, An- und Umbauten von 1876, 1955 und 1966 | D-1-62-000-7143 | Zweigeschossiges Wohnhaus |
| Untere Grasstraße 23 (Standort) | Zweigeschossiges Wohnhaus              | zweigeschossiger verputzter Satteldachbau, im Kern von 1863, Wiederaufbau nach Kriegsende und Umbau 1964 | D-1-62-000-7144 | Zweigeschossiges Wohnhaus |
| Untere Grasstraße 24 (Standort) | Erdgeschossiges Kleinhaus              | erdgeschossiger verputzter Massivbau mit Satteldach, von 1860; Baugruppe mit Nr. 26 | D-1-62-000-7145 | weitere Bilder            |
| Untere Grasstraße 26 (Standort) | Erdgeschossiges Kleinhaus              | erdgeschossiges verputzter Massivbau mit Satteldach, im Kern wohl um 1860, Umbau um 1990; Gruppe mit Nr. 24 | D-1-62-000-7146 | weitere Bilder            |
| Untere Grasstraße 34 (Standort) | Erdgeschossiges Satteldachhaus         | erdgeschossiger verputzter Massivbau mit Satteldach, um 1840/45 | D-1-62-000-7147 | weitere Bilder            |
| Untersbergstraße 1 (Standort)   | Kath. Pfarrkirche Königin des Friedens | Geschlämmte Wandpfeilerkirche mit Satteldach, romanisierender Fassade in Nagelfluh mit hoher Rundbogenöffnung und bildhauerischem Dekor und hohem Turm in Nagelfluh mit Zeltdach, Langhaus mit flacher Balkendecke und eingezogenem Rechteckchor, sachlich mit mittelalterlichen Anklängen, von Robert Vorhoelzer, 1936–37, nach Kriegsschäden vom gleichen Architekten bis 1949 wiederaufgebaut; mit Ausstattung; Vorplatz, gepflastert mit Nagelfluh-Einfriedung, gleichzeitig. Östlich anschließend Pfarrhaus (siehe Werinherstraße 50/52). | D-1-62-000-7165 | weitere Bilder            |

### W
| Lage                            | Objekt                                   | Beschreibung | Akten-Nr.       | Bild                                |
| ------------------------------- | ---------------------------------------- | --- | --------------- | ----------------------------------- |
| Walchenseeplatz (Standort)      | Brunnen                                  | rechteckiges Muschelkalkbecken mit gegossener Knabenfigur auf Tuffsteinsockel, Entwurf von Walther von Hattingberg, Guss von Cosmas Leyrer, 1930 | D-1-62-000-7315 | weitere Bilder                      |
| Watzmannstraße 2 (Standort)     | Mietshaus                                | viergeschossiger Walmdachbau mit seitlichem Risalit und Eckquaderung, schlichte Neurenaissance, um 1900 | D-1-62-000-7342 | weitere Bilder                      |
| Watzmannstraße 8 (Standort)     | Mietshaus                                | viergeschossiger Mansardwalmdachbau mit Eckquaderung, Neurenaissance, um 1890/1900; Rückflügel, viergeschossiger Mansarddachbau mit Eisenbalkonen, gleichzeitig | D-1-62-000-7343 | weitere Bilder                      |
| Watzmannstraße 9 (Standort)     | Mietshaus                                | mit barockisierender Putzgliederung, 1912 von Heinrich Herrmann | D-1-62-000-7344 | weitere Bilder                      |
| Watzmannstraße 10 (Standort)    | Mietshaus                                | mit reicher barockisierender Putzgliederung, um 1900; Gruppe mit Zugspitzstraße 10 | D-1-62-000-7345 | weitere Bilder                      |
| Watzmannstraße 11 (Standort)    | Mietshaus                                | Eckbau in deutscher Renaissance, 1900 von Heinrich Hilgert; zum Teil vereinfacht | D-1-62-000-7346 | weitere Bilder                      |
| Weinbauernstraße 3 (Standort)   | Zweigeschossiges Satteldachhaus          | Mitte 19. Jahrhundert; Block mit Nr. 5 | D-1-62-000-7356 | Zweigeschossiges Satteldachhaus     |
| Weinbauernstraße 5 (Standort)   | Zweigeschossiges Satteldachhaus          | Mitte 19. Jahrhundert; Block mit Nr. 3 | D-1-62-000-7357 | Zweigeschossiges Satteldachhaus     |
| Weinbauernstraße 13 (Standort)  | Mietshaus                                | malerischer Eckbau in deutscher Renaissance, mit Steinerkern und -gliederungen, bezeichnet 1899, von Heinrich Volbehr | D-1-62-000-7358 | weitere Bilder                      |
| Weinbauernstraße 15 (Standort)  | Ehemaliges Feuerlöschrequisitenhaus      | erbaut 1888 als eingeschossiger Satteldachbau, 1893 umgebaut und Pultdach aufgesetzt | D-1-62-000-8729 | Ehemaliges Feuerlöschrequisitenhaus |
| Weinbauernstraße 21 (Standort)  | Mietshaus                                | deutsche Renaissance, mit Stuckdekor, um 1900 | D-1-62-000-7359 | weitere Bilder                      |
| Weißenseestraße 35 (Standort)   | Kath. Pfarrkirche Zu den heiligen Engeln | Kirchenbau, auf dessen Flachdach zwei halbkreisförmige Tonnen sich kreuzförmig durchdringen, die im Innenraum in der Vierung über dem Altar einen kreuzgewölbten Baldachin bilden, der von vier schlanken Stahlsäulen getragen wird; Gewölbe holzverschalt; an den Enden der Tonnen raumhohe Glasfenster; mit Ausstattung; 1954/55 von Hansjakob Lill zusammen mit dem nördlich kampanileartig abgesetzten Glockenturm aus Stahlbeton und dem südlich angeschlossenen Pfarrzentrum auf freier Platzfläche, schräg versetzt zu den Straßenachsen, errichtet. | D-1-62-000-7930 | weitere Bilder                      |
| Wendelsteinstraße 4 (Standort)  | Vorstadthaus                             | zweigeschossig mit Mansardsatteldach, Mitte 19. Jahrhundert | D-1-62-000-7384 | weitere Bilder                      |
| Wendelsteinstraße 6 (Standort)  | Zweigeschossiges Wohnhaus                | zweigeschossiger, traufseitiger Satteldachbau, spätklassizistisch, 2. Hälfte 19. Jahrhundert | D-1-62-000-7385 | weitere Bilder                      |
| Wendelsteinstraße 7 (Standort)  | Zweigeschossiges Vorstadthaus            | zweigeschossiger, traufseitiger Satteldachbau, 1872; Hausmadonna, wohl gleichzeitig; Block mit Wendelsteinstraße 9 | D-1-62-000-7386 | weitere Bilder                      |
| Wendelsteinstraße 9 (Standort)  | Zweigeschossiges Vorstadthaus            | zweigeschossiger, traufseitiger Satteldachbau, 1873; Rückgebäude, Wohnhaus, zweigeschossiger Pultdachbau; gleichzeitig; Block mit Wendelsteinstraße 7 | D-1-62-000-7387 | weitere Bilder                      |
| Wendelsteinstraße 11 (Standort) | Mietshaus                                | Eckbau in deutscher Renaissance, um 1900; Gruppe mit St.-Martin-Straße 9 | D-1-62-000-7388 | weitere Bilder                      |
| Werinherstraße 15 (Standort)    | Eckbau                                   | fünfgeschossiger Satteldachbau mit Erkern, historisierend, Anfang 20. Jahrhundert | D-1-62-000-7410 | weitere Bilder                      |
| Werinherstraße 46 (Standort)    | Mietshaus                                | barockisierend, Anfang 20. Jahrhundert; Gruppe mit den Eckhäusern Nr. 48 und Rotwandstraße 1 | D-1-62-000-7411 | Mietshaus                           |
| Werinherstraße 48 (Standort)    | Mietshaus                                | barockisierender Eckbau, Anfang 20. Jahrhundert; Gruppe mit Nr. 46 und Rotwandstraße 1 | D-1-62-000-7412 | weitere Bilder                      |
| Werinherstraße 50/52 (Standort) | Katholisches Pfarrhaus                   | Zweigeschossiger, traufseitiger und geschlämmter Backsteinbau mit Satteldach; Gemeindehaus, erdgeschossiger, geschlämmter Backsteinbau mit Satteldach; Laubengang, zwischen Pfarrhaus und Kirche, mit Nagelfluhpfeilern und Satteldach; Einfriedung zur Werinherstraße, geschlämmte Backsteinmauer und Gittertor; Innenhof, mit mittigem gepflastertem Weg und seitlicher Baumbepflanzung; sämtlich von Robert Vorhoelzer, 1936–37; vergleiche Untersbergstraße 1. ehemals unter der Nummer D-1-62-000-7413 separat aufgeführt                              | D-1-62-000-7165 | weitere Bilder                      |

### Z
| Lage                             | Objekt                                | Beschreibung | Akten-Nr.       | Bild           |
| -------------------------------- | ------------------------------------- | --- | --------------- | -------------- |
| Zehentbauernstraße 13 (Standort) | Zweigeschossiger Mansardsatteldachbau | zweigeschossiger Traufseitbau mit Mansardgiebeldach, einfache Putzfassade, Mitte 19. Jahrhundert                             | D-1-62-000-7710 | weitere Bilder |
| Zehentbauernstraße 20 (Standort) | Zweigeschossiges Eckhaus              | nachbiedermeierlich, 1875 von Michael Hofbauer für sich selbst errichtet; Dachausbau 1914 von Baugeschäft Franz Xaver Müller | D-1-62-000-7711 | weitere Bilder |
| Zugspitzstraße 4 (Standort)      | Mietshaus                             | viergeschossiger Mansardwalmdachbau, Neubarock, um 1900; Gittertor, gleichzeitig                                             | D-1-62-000-7766 | weitere Bilder |
| Zugspitzstraße 6 (Standort)      | Mietshaus                             | Jugendstil, mit Putzrahmen-Gliederung, um 1900                                                                               | D-1-62-000-7767 | weitere Bilder |
| Zugspitzstraße 8 (Standort)      | Mietshaus                             | Jugendstil, mit Erker, um 1900                                                                                               | D-1-62-000-7768 | weitere Bilder |
| Zugspitzstraße 10 (Standort)     | Mietshaus                             | Eckbau mit reicher, barockisierender Putzgliederung, um 1900; Gruppe mit Watzmannstraße 10                                   | D-1-62-000-7769 | weitere Bilder |
| Zugspitzstraße 12 (Standort)     | Mietshaus                             | Neurenaissance, 1903 von Hans Thaler; Gruppe mit Nr. 14                                                                      | D-1-62-000-7770 | weitere Bilder |
| Zugspitzstraße 13 (Standort)     | Mietshaus                             | neubarock, reich gegliedert und stuckiert, um 1890                                                                           | D-1-62-000-7771 | weitere Bilder |
| Zugspitzstraße 14 (Standort)     | Mietshaus                             | Neurenaissance, um 1890; Gruppe mit Nr. 12                                                                                   | D-1-62-000-7772 | weitere Bilder |
| Zugspitzstraße 16 (Standort)     | Mietshaus                             | in spätklassizistischer Tradition, zweigeschossig mit Konsolgesims, 1875                                                     | D-1-62-000-7773 | weitere Bilder |
| Zugspitzstraße 18 (Standort)     | Vorstadthaus                          | zweigeschossiger, traufseitiger Satteldachbau, in spätklassizistischer Tradition, 1876; Gruppe mit Alpenstraße 19            | D-1-62-000-7774 | weitere Bilder |
| Zugspitzstraße 19 (Standort)     | Vorstadthaus mit Mansardsatteldach    | dreigeschossiger Mansarddachbau, 2. Hälfte 19. Jahrhundert                                                                   | D-1-62-000-7775 | weitere Bilder |

## Ehemalige Baudenkmäler
In diesem Abschnitt sind Objekte aufgeführt, die früher einmal in der Denkmalliste eingetragen waren, jetzt aber nicht mehr. Objekte, die in anderem Zusammenhang – also z. B. als Teil eines Baudenkmals – weiter eingetragen sind, sollen hier nicht aufgeführt werden. Aktennummern in diesem Abschnitt sind ehemalige, jetzt nicht mehr gültige Aktennummern.

| Lage                               | Objekt                     | Beschreibung | Akten-Nr.       | Bild         |
| ---------------------------------- | -------------------------- | --- | --------------- | ------------ |
| Bergstraße (Standort)              | Hermann-von-Schmid-Denkmal | gemauerter Aufbau mit Porträtmedaillon, von 1919, 1940 hierher versetzt, bez. Georg Müller 1940; auf dem Vorplatz der Lutherkirche (Martin-Luther-Straße 4) in der aktuellen Denkmalliste nicht verzeichnet und nicht am angegebenen Ort. Das Denkmal wurde nach Vollendung (1918) der Ichoschule, vormals Schulhaus an der Pfarrhausstraße (Architekt Hans Grässel), an der westlichen Gartenmauer angebracht. Es war ein Entwurf von Hans Bauer und Hans Grässel. Die Enthüllung fand am 19. Oktober 1919 statt. Im Jahr 1942 wurde die gesamte Schmid-Denkmalanlage gegen ein „Freikorpsdenkmal“ ausgetauscht. Der Verbleib des mit 1,78 Meter großen Schmid Halbreliefs/Medaillons war nicht zu ermitteln. Schmid wohnte von 1854 bis 1880 in Giesing. | D-1-62-000-722  | BW           |
| Obere Grasstraße 2 (Standort)      | Kleinhaus                  | mit Mansardsatteldach, im Kern um 1840/45 in der aktuellen Denkmalliste nicht verzeichnet | D-1-62-000-4867 | BW           |
| Obere Grasstraße 5 (Standort)      | Vorstadthaus               | um 1840; 2010 aus der Denkmalliste gestrichen, wegen erheblicher Reduzierung des historischen Baubestandes durch verschiedenen bauliche Maßnahmen |                 | Vorstadthaus |
| Untere Grasstraße 11 (Standort)    | Mietshaus                  | zweigeschossiger Traufseitbau mit Satteldach, einfache Putzfassade, 1876; aufgrund von Umbauten im Inneren, 2012 aus der Denkmalliste gestrichen | D-1-62-000-7135 | Mietshaus    |
| St.-Bonifatius-Straße 6 (Standort) | Mietshaus                  | schlicht spätklassizistisch, 1887 für Baumeister Jakob Geißler nach eigenen Plänen errichtet In der aktuellen Denkmalliste nicht aufgeführt. | D-1-62-000-6076 | Mietshaus    |

## Abgegangene Baudenkmäler
In diesem Abschnitt sind Objekte aufgeführt, die früher einmal in der Denkmalliste eingetragen waren, jetzt aber nicht mehr existieren, z. B. weil sie abgebrochen wurden. Aktennummern in diesem Abschnitt sind ehemalige, jetzt nicht mehr gültige Aktennummern.

| Lage                                | Objekt                        | Beschreibung | Akten-Nr.       | Bild           |
| ----------------------------------- | ----------------------------- | --- | --------------- | -------------- |
| Obere Grasstraße 1 (Standort)       | Uhrmacherhäusl                | Ehemaliges Handwerkerhaus, zweigeschossiges Vorstadthaus, zusammengesetzte Baugruppe bestehend aus einem erdgeschossigen, verputzten Massivbau mit Satteldach im Norden und einem zweigeschossigen, verputzten Massivbau mit Satteldach und großer Schleppgaube, im Kern um 1840/45, nach Kriegszerstörung 1944 wiederaufgebaut. Im September 2017 illegal abgerissen. | D-1-62-000-4866 | weitere Bilder |
| Tegernseer Landstraße 25 (Standort) | Zweigeschossiges Vorstadthaus | um 1874; Gruppe mit Nr. 27; 2010 nach Abbruch aus der Denkmalliste gestrichen |                 | BW             |
| Tegernseer Landstraße 27 (Standort) | Vorstadthaus                  | von 1874; Gruppe mit Nr. 25; 2011 aus der Denkmalliste gestrichen wegen erheblicher Reduzierung des historischen Baubestandes; inzwischen durch Neubau ersetzt |                 | BW             |